# Dennis Seidenberg
Dennis Marvin Seidenberg (* 18. Juli 1981 in Villingen-Schwenningen) ist ein ehemaliger deutscher Eishockeyspieler und derzeitiger -trainer. Der Verteidiger begann seine Profikarriere bei den Adler Mannheim, mit denen er im Jahr 2001 Deutscher Meister wurde. Anschließend wurde er im NHL Entry Draft 2001 an 172. Position von den Philadelphia Flyers berücksichtigt, ehe er in den folgenden knapp 15 Jahren über 800 Partien für insgesamt sechs Teams in der National Hockey League (NHL) bestritt. Seinen größten Erfolg feierte er in dieser Zeit mit den Boston Bruins, mit denen er in den Playoffs 2011 den Stanley Cup gewann. Darüber hinaus nahm Seidenberg mit der deutschen Nationalmannschaft an drei Olympischen Winterspielen und fünf Weltmeisterschaften teil. Nachdem Seidenberg 2019 seine aktive Karriere bei den New York Islanders in der NHL beendet hatte, schloss er sich dem Trainerstab derselben Organisation an. Sein jüngerer Bruder Yannic war ebenfalls professioneller Eishockeyspieler.

## Karriere
Seidenberg spielte während seiner Juniorenzeit in der Nachwuchsabteilung seines Heimatklubs Schwenninger ERC. Im Alter von 16 Jahren gab er in der Saison 1997/98 sein Debüt im Amateurkader der Schwenninger in der damaligen 2. Liga. Zur Spielzeit 1999/2000 wechselte er zu den Adler Mannheim in die Deutsche Eishockey Liga. Er wurde zunächst in der Nachwuchsmannschaft bei den Jungadlern in der Deutschen Nachwuchsliga eingesetzt, kam aber im Saisonverlauf auch zu seinen ersten drei DEL-Einsätzen. Ab dem Spieljahr 2000/01, in dem die Mannheimer die Deutsche Meisterschaft gewannen, gehörte der Verteidiger fest zum Profikader. Es folgte eine weitere DEL-Saison, in der er seine Statistiken im Vergleich zum Vorjahr deutlich verbesserte.
Nachdem er im NHL Entry Draft 2001 in der sechsten Runde an 172. Stelle von den Philadelphia Flyers ausgewählt worden war, ging er im Sommer 2002 nach Nordamerika. Dort schaffte er es, einen Platz im Kader der Flyers zu erhalten und bestritt 58 Saisonspiele, in denen er 13 Punkte erzielte. Des Weiteren absolvierte er 19 Partien für das Farmteam der Flyers, die Philadelphia Phantoms aus der American Hockey League, und die Nominierung für das NHL YoungStars Game bestätigten Seidenbergs gute Rookiesaison. Die darauffolgende Saison verbrachte der Deutsche hauptsächlich in der AHL und wurde für das AHL All-Star Classic nominiert. Ein Trainingsunfall im Januar 2004, bei dem er sich sein linkes Bein brach, verhinderte jedoch die Teilnahme daran. Seine NHL-Einsätze limitierten sich dadurch in der regulären Saison auf fünf, wobei er zu seinen ersten drei Playoff-Einsätzen im Trikot der Flyers kam. Durch den Lockout der NHL-Spielzeit 2004/05 lief Seidenberg erneut die gesamte Spielzeit für die Phantoms in der AHL auf. Am Ende der Saison gewann er mit diesen den Calder Cup, die Meisterschaft der AHL.

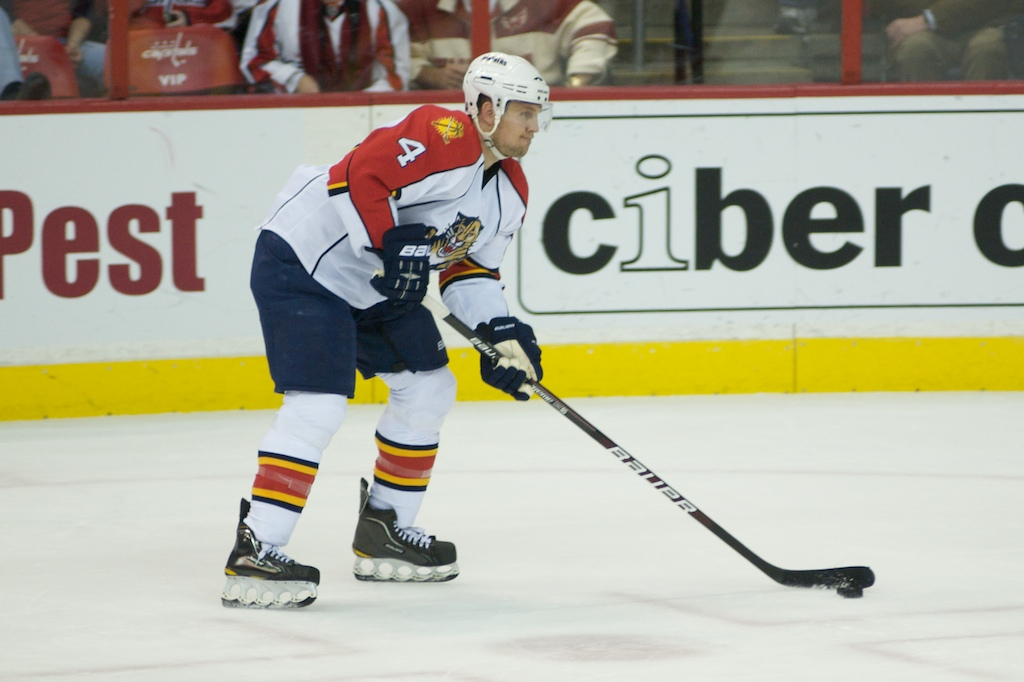
Seidenberg im Trikot der Florida Panthers

Bedingt durch die neuen Gehaltsstrukturen in der NHL und die damit verbundenen Einsparmaßnahmen bei den Franchises gehörte Seidenberg zum Beginn der Saison 2005/06 wieder zum Stammkader des NHL-Teams. Mehrere kleinere Verletzungen warfen ihn dabei in der ersten Hälfte der Spielzeit zurück und so kam er bis Mitte Januar 2006 zu 29 Partien, ehe er für Petr Nedvěd zu den Phoenix Coyotes transferiert wurde. Auch bei den Coyotes, die von Wayne Gretzky trainiert wurden, war der Verteidiger fester Bestandteil der Defensivabteilung und erreichte so in der Saison insgesamt 63 Partien und 18 Punkte. Nachdem sich seine Statistiken in der Spielzeit 2006/07 verschlechterten, gab man ihn im Januar 2007 für Kevyn Adams an die Carolina Hurricanes ab. Dort war Seidenberg meist der siebte Abwehrspieler, wodurch er oft auf der Tribüne Platz nahm. In der Saison 2007/08 spielt er regelmäßiger, fiel aber lange wegen einer Knie- und Sprunggelenksverletzung aus, wodurch er seinen Stammplatz im Kader verlor. In der Saison 2008/09 stabilisierte Seidenberg seine Leistungen, blieb weitgehend verletzungsfrei und avancierte zu einem festen Bestandteil der Defensive der Hurricanes. Dennoch verlängerten diese den auslaufenden Vertrag nicht, da die Gehaltsvorstellungen beider Parteien zu sehr auseinander lagen. Am 14. September 2009 unterschrieb der Deutsche daher als Free Agent einen Einjahresvertrag über 2,25 Millionen US-Dollar bei den Florida Panthers. Trotz einer soliden Spielzeit, in der er bei den Panthers zu den Spielern mit der meisten Eiszeit gehörte, wurde er am 3. März 2010 in einem Tauschhandel gemeinsam mit Matt Bartkowski für Byron Bitz, Craig Weller und einem Zweitrunden-Wahlrecht im NHL Entry Draft 2010 an die Boston Bruins abgegeben. Dort spielte er zumeist neben dem Slowaken Zdeno Chára in einem Verteidigungspaar. Nach Saisonende einigte er sich mit Boston auf eine Vertragsverlängerung bis 2014. Am 15. Juni 2011 gewann Dennis Seidenberg – als zweiter Deutscher nach Uwe Krupp 1996 – den Stanley Cup. Die Boston Bruins besiegten im entscheidenden siebten Spiel die Vancouver Canucks mit 4:0.
Für die Dauer der NHL-Lockout-Phase 2012/13 spielte er für die Adler Mannheim in der DEL. Nachdem der Lockout im Januar 2013 beendet wurde, kehrte er zu den Boston Bruins zurück. Im Oktober 2013 unterzeichnete Seidenberg einen neuen Vierjahresvertrag in Boston, der ihm ein Jahresgehalt von 4 Millionen US-Dollar einbrachte. Das letzte Vertragsjahr wurde ihm von den Bruins im Juni 2016 allerdings ausbezahlt (buy-out), sodass er sich fortan auf der Suche nach einem neuen Arbeitgeber begab, den er Ende September 2016 in den New York Islanders fand. Bei den Islanders war der Verteidiger bis zum Ende der Saison 2017/18 aktiv, als sein auslaufender Vertrag nicht verlängert wurde. Er blieb jedoch bei der Mannschaft, nahm am Trainingsbetrieb teil und erhielt Ende Februar 2019 einen Vertrag bis zum Ende des Spieljahres 2018/19. Zum Einsatz kam er allerdings in der Folge nicht und erhielt auch keinen weiterführenden Vertrag, ehe er im Oktober 2019 das offizielle Ende seiner aktiven Karriere verkündete.
Gleichzeitig erklärten die New York Islanders, dass Seidenberg fortan zum 'Player Development Staff', also dem erweiterten Trainerstab des Franchises, gehöre.

### International
Seidenberg vertrat eine deutsche Auswahl erstmals bei der U18-Junioren-Weltmeisterschaft 1999 auf internationaler Bühne. In der U20-Altersklasse spielte er bei den B-Weltmeisterschaften 2000 und 2001. Im Seniorenbereich vertrat er die A-Nationalmannschaft bei den Weltmeisterschaften 2001, 2002, 2008, 2017 und 2018, den Olympischen Winterspielen 2002, 2006 und 2010 sowie dem World Cup of Hockey 2004. Auch an der dritten Ausgabe des World Cup of Hockey im Jahre 2016 war Seidenberg vertreten, allerdings mit dem Team Europa, mit dem er dort den zweiten Platz belegte.
Bei der Weltmeisterschaft 2017 wurde Seidenberg vom Eishockey-Weltverband IIHF als bester Verteidiger ausgezeichnet.

## Erfolge und Auszeichnungen
| - 2001 Deutscher Meister mit den Adler Mannheim - 2002 Teilnahme am DEL All-Star Game - 2002 Deutscher Vizemeister mit den Adler Mannheim - 2003 Teilnahme am NHL YoungStars Game | - 2004 Teilnahme am AHL All-Star Classic - 2005 Calder-Cup-Gewinn mit den Philadelphia Phantoms - 2011 Stanley-Cup-Gewinn mit den Boston Bruins |

### International
- 2016 Zweiter Platz beim World Cup of Hockey
- 2017 Bester Verteidiger der Weltmeisterschaft
- 2017 All-Star-Team der Weltmeisterschaft

## Karrierestatistik

### International
| Vertrat Deutschland bei: - U18-Junioren-Weltmeisterschaft 1999 - U20-Junioren-B-Weltmeisterschaft 2000 - U20-Junioren-Weltmeisterschaft der Division I 2001 - Weltmeisterschaft 2001 - Olympischen Winterspielen 2002 - Weltmeisterschaft 2002 - World Cup of Hockey 2004 | - Olympischen Winterspielen 2006 - Weltmeisterschaft 2008 - Olympischen Winterspielen 2010 - Qualifikationsturnier für die Olympischen Winterspiele 2018 - Weltmeisterschaft 2017 - Weltmeisterschaft 2018 | Vertrat Team Europa bei: - World Cup of Hockey 2016 |

(Legende zur Spielerstatistik: Sp oder GP = absolvierte Spiele; T oder G = erzielte Tore; V oder A = erzielte Assists; Pkt oder Pts = erzielte Scorerpunkte; SM oder PIM = erhaltene Strafminuten; +/− = Plus/Minus-Bilanz; PP = erzielte Überzahltore; SH = erzielte Unterzahltore; GW = erzielte Siegtore; 1 Play-downs/Relegation; Kursiv: Statistik nicht vollständig)